# Getulio Vargas (Uruguay)
Getulio Vargas est une localité uruguayenne du département de Cerro Largo, rattachée à la municipalité de Río Branco.

## Localisation
Située à proximité de la cañada de Santos au sud-est du département de Cerro Largo, Getulio Vargas se trouve sur la ligne de chemin de fer qui relie Treinta y Tres à Río Branco. On y accède par un chemin vicinal depuis le kilomètre 391 de la route 18, dont la localité est distante de 7 km.

## Population
| 2004 | 2011 |
| ---- | ---- |
| -    | 28   |

## Source
- (es) Cet article est partiellement ou en totalité issu de l’article de Wikipédia en espagnol intitulé « Getulio Vargas (Uruguay) » (voir la liste des auteurs).